# Chésopelloz

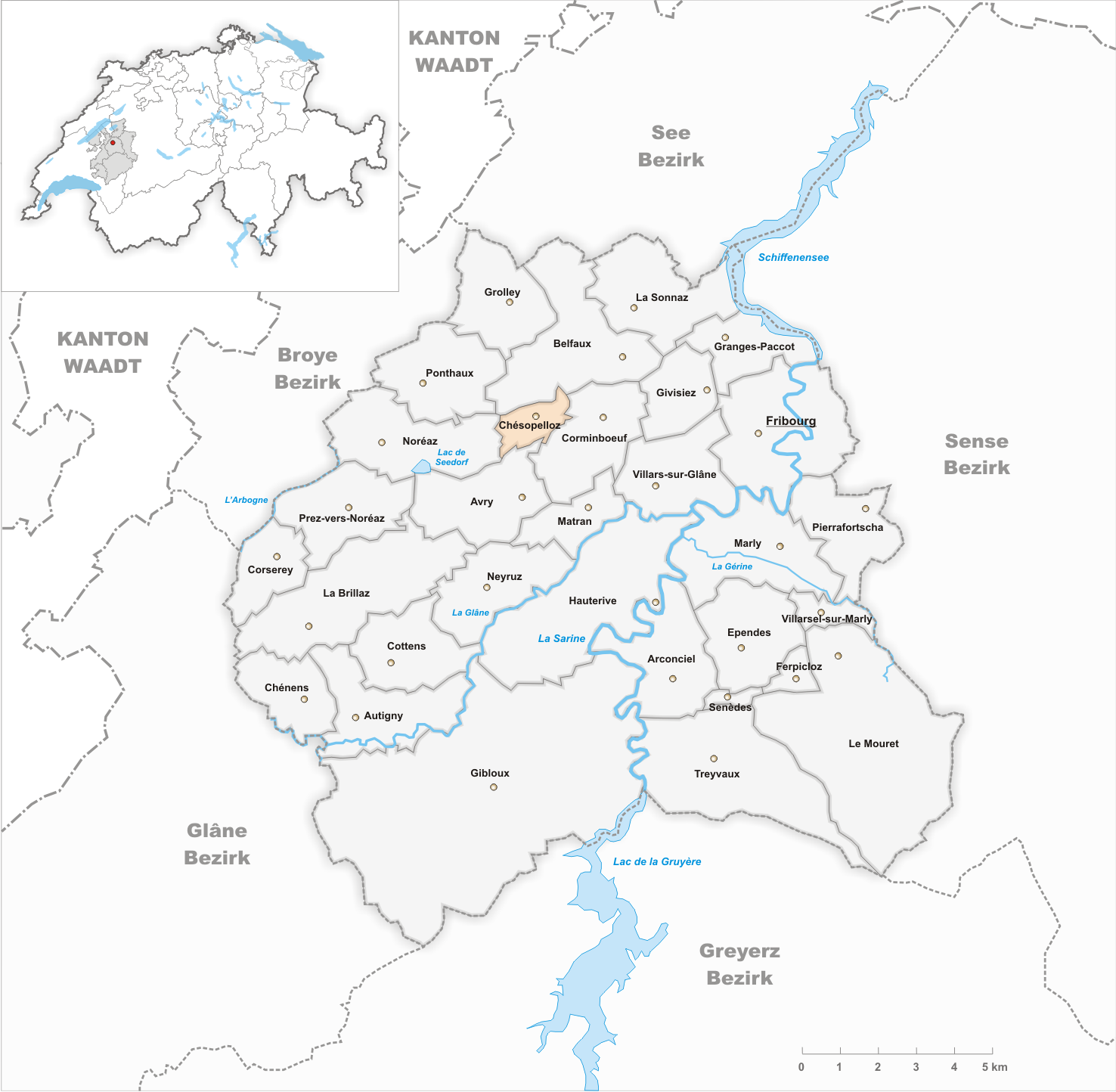
Gemeindestand vor der Fusion am 1. Januar 2017

Chésopelloz (Freiburger Patois Tsèjopèlouⓘ) war bis zum 31. Dezember 2016 eine politische Gemeinde im District de la Sarine (deutsch: Saanebezirk) des Kantons Freiburg in der Schweiz. Am 1. Januar 2017 fusionierte sie mit Corminboeuf.

## Geographie
Chésopelloz liegt auf 621 m ü. M., 6 km westlich der Kantonshauptstadt Freiburg (Luftlinie). Das Bauerndorf erstreckt sich am westlichen Talhang der Sonnaz, östlich des Piamont, im Freiburger Mittelland.
Die Fläche des 1,6 km² grossen Gemeindegebiets umfasst einen Abschnitt der Molassehöhen zwischen der Broyeebene und dem Saanetal. Das Gebiet wird von Südwesten nach Nordosten von der Talmulde der Sonnaz durchquert; die nördliche Grenze verläuft entlang des linken Seitenbachs Ruisseau du Moulin. Im Westen erstreckt sich der Gemeindeboden bis an den Waldrand des Piamont, wo mit 700 m ü. M. der höchste Punkt von Chésopelloz erreicht wird. Südöstlich der Sonnaz reicht das Gebiet in den Wald von Verdilloud und auf die Höhe von Corminboeuf. Von der Gemeindefläche entfielen 1997 2 % auf Siedlungen, 26 % auf Wald und Gehölze, 71 % auf Landwirtschaft, und etwas weniger als 1 % war unproduktives Land.
Zu Chésopelloz gehören der Weiler Le Haut (621 m ü. M.) am östlichen Talhang der Sonnaz sowie mehrere Einzelhöfe. Nachbargemeinden von Chésopelloz sind Belfaux, Corminboeuf, Avry, Noréaz und Ponthaux.

## Bevölkerung
Mit 123 Einwohnern (Stand 31. Dezember 2015) gehörte Chésopelloz zu den kleinsten Gemeinden des Kantons Freiburg. Von den Bewohnern sind 82,6 % französischsprachig, 13,8 % deutschsprachig, und 1,8 % sprechen Italienisch (Stand 2000). Die Bevölkerungszahl von Chésopelloz belief sich 1850 auf 118 Einwohner, 1900 auf 152 Einwohner. Im Verlauf des 20. Jahrhunderts nahm die Bevölkerungszahl durch starke Abwanderung bis 1980 um fast 60 % auf 65 Personen ab. Seither wurde wieder ein rasches Bevölkerungswachstum verzeichnet.
Einwohnerzahlen: Volkszählungsdaten

## Wirtschaft
Chésopelloz war bis in die zweite Hälfte des 20. Jahrhunderts ein vorwiegend durch die Landwirtschaft geprägtes Dorf. Noch heute haben der Ackerbau, der Obstbau, die Milchwirtschaft und die Viehzucht einen wichtigen Stellenwert in der Erwerbsstruktur der Bevölkerung. Einige weitere Arbeitsplätze sind im lokalen Kleingewerbe und im Dienstleistungssektor vorhanden. Die Wasserkraft der Sonnaz wurde früher für den Betrieb einer Mühle genutzt. In den letzten Jahrzehnten hat sich das Dorf auch zu einer Wohngemeinde entwickelt. Viele Erwerbstätige sind deshalb Wegpendler, die hauptsächlich in der Region Freiburg arbeiten.

## Verkehr
Die Gemeinde liegt abseits der grösseren Durchgangsstrassen, die Hauptzufahrt erfolgt von Corminboeuf. Der nächste Anschluss an die Autobahn A12 (Bern-Vevey) befindet sich rund 6 km vom Ortskern entfernt. Durch eine Buslinie der Transports publics Fribourgeois, die von La Corbaz über Belfaux nach Chésopelloz führt, ist das Dorf von Montag bis Freitag an das Netz des öffentlichen Verkehrs angebunden.

## Geschichte
Die erste urkundliche Erwähnung des Ortes erfolgte 1229 unter dem Namen Chissapenlo. Später erschienen die Bezeichnungen Cheseaupenlo (1406), Chesaupello (1445) und Chesopelo (1668). Der Ortsname setzt sich aus dem altfranzösischen Wort chésal (kleines Haus) und dem Personennamen Pennilo zusammen und bedeutet damit Haus des Pennilo. Chésopelloz gelangte 1317 von den Herren von Estavayer durch einen Abtausch an die Abtei Hauterive. Durch Kauf kam das Dorf spätestens 1442 unter die Herrschaft von Freiburg und wurde der Alten Landschaft (Spitalpanner) zugeordnet. 
Die «regimentsfähigen Familien» der Oligarchie der Alten Eidgenossenschaft in der Stadt Freiburg schützten ihr Machtmonopol, indem sie Chésopelloz als Verbannungsort nutzten. Die damals isolierte Lage des Dorfes erlaubte den Zugriff, um Unwillige auch wieder einsperren zu lassen. Chésopelloz kam deshalb in den Ruf, ein «Dorf der Diebe» zu sein. So wurde der Sohn des hingerichteten Pierre-Nicolas Chenaux (1740–1781), der 1781 einen Aufstand gegen das Patriziat, den Chenaux-Handel, angeführt hatte und nach der Revolution von 1848 als Volksheld rehabilitiert wurde, vermutlich unter Zwang nach Chésopelloz umgesiedelt. Nach dem Zusammenbruch des Ancien Régime (1798) gehörte Chésopelloz in den Jahren der Helvetischen Republik (1798–1803) und der darauf folgenden Zeit zum Bezirk Freiburg, bevor es 1848 mit der neuen Kantonsverfassung in den Saanebezirk eingegliedert wurde.
Eine Fusion von Granges-Paccot, Givisiez, Corminboeuf und Chésopelloz war bis 2014 unter dem Namen '2C2G' in Vorbereitung – der neue Ort sollte Englisbourg heissen (nach der Familie Englisberg, die in allen vier Orten gewirkt hat). Dies scheiterte an der Ablehnung durch die Bürger Granges-Paccots.

## Sehenswürdigkeiten
Die Ulrichskapelle stammt von 1683. Chésopelloz gehört zur Pfarrei Belfaux.

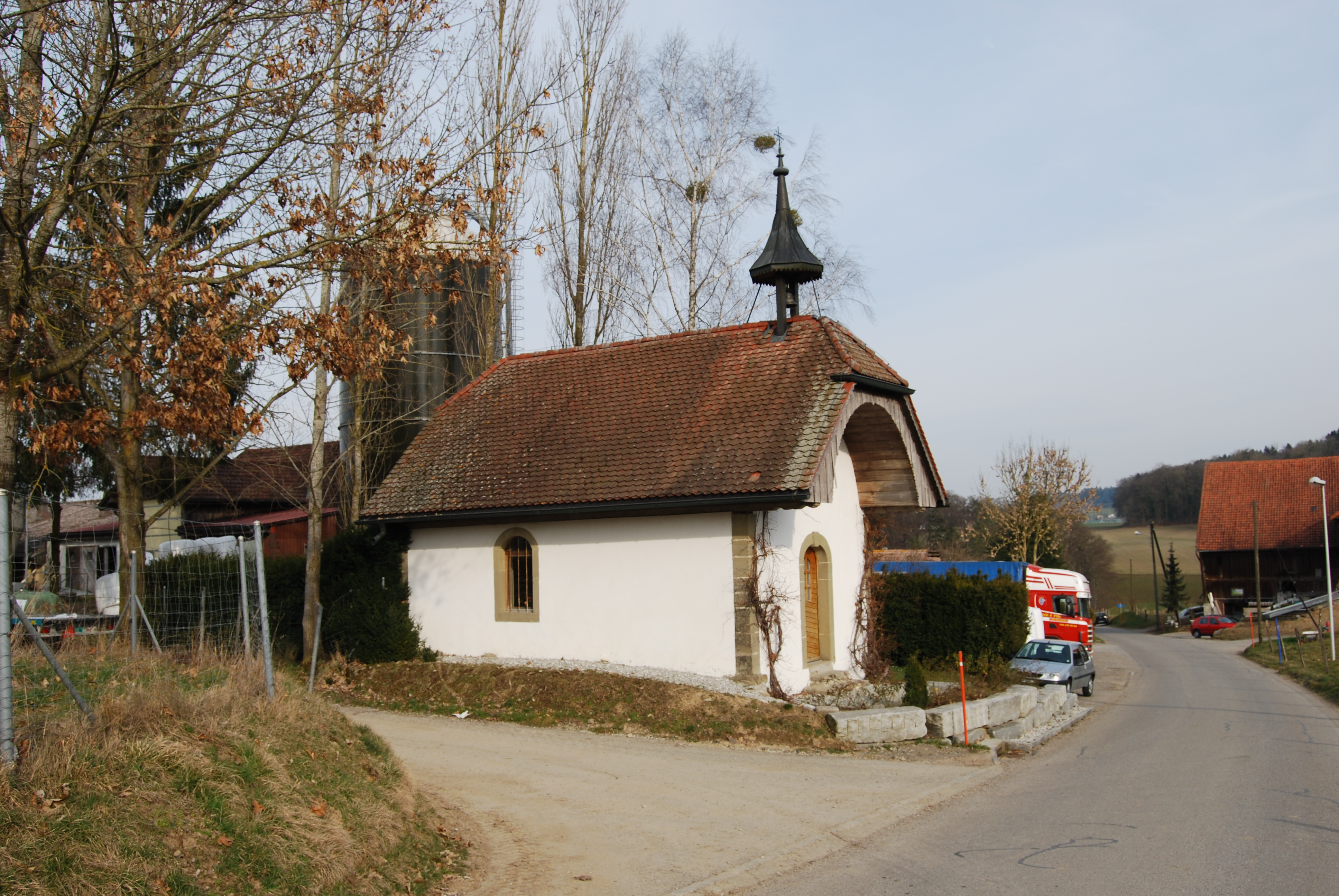
Ulrichskapelle
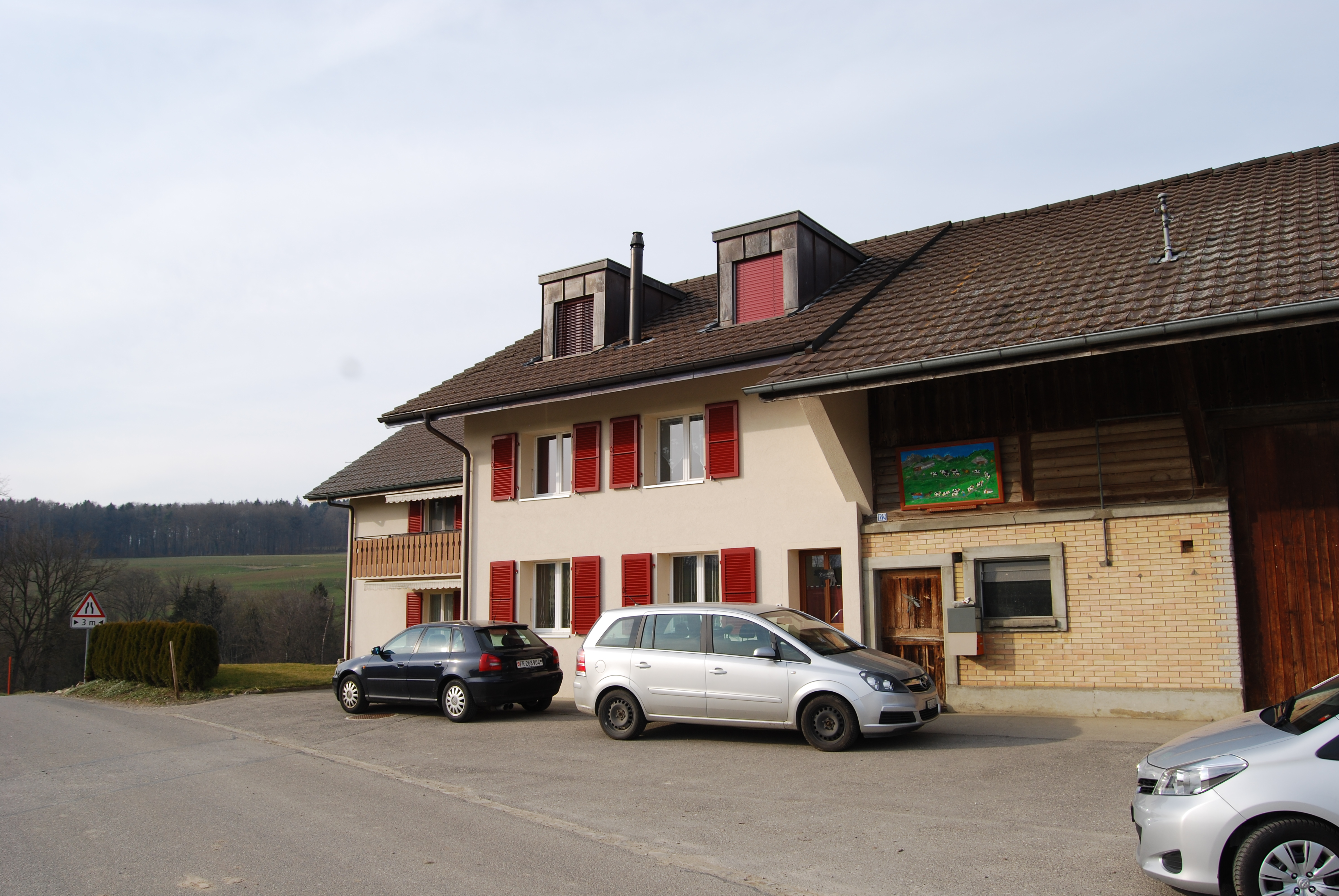
Bauernhaus in Chésopelloz
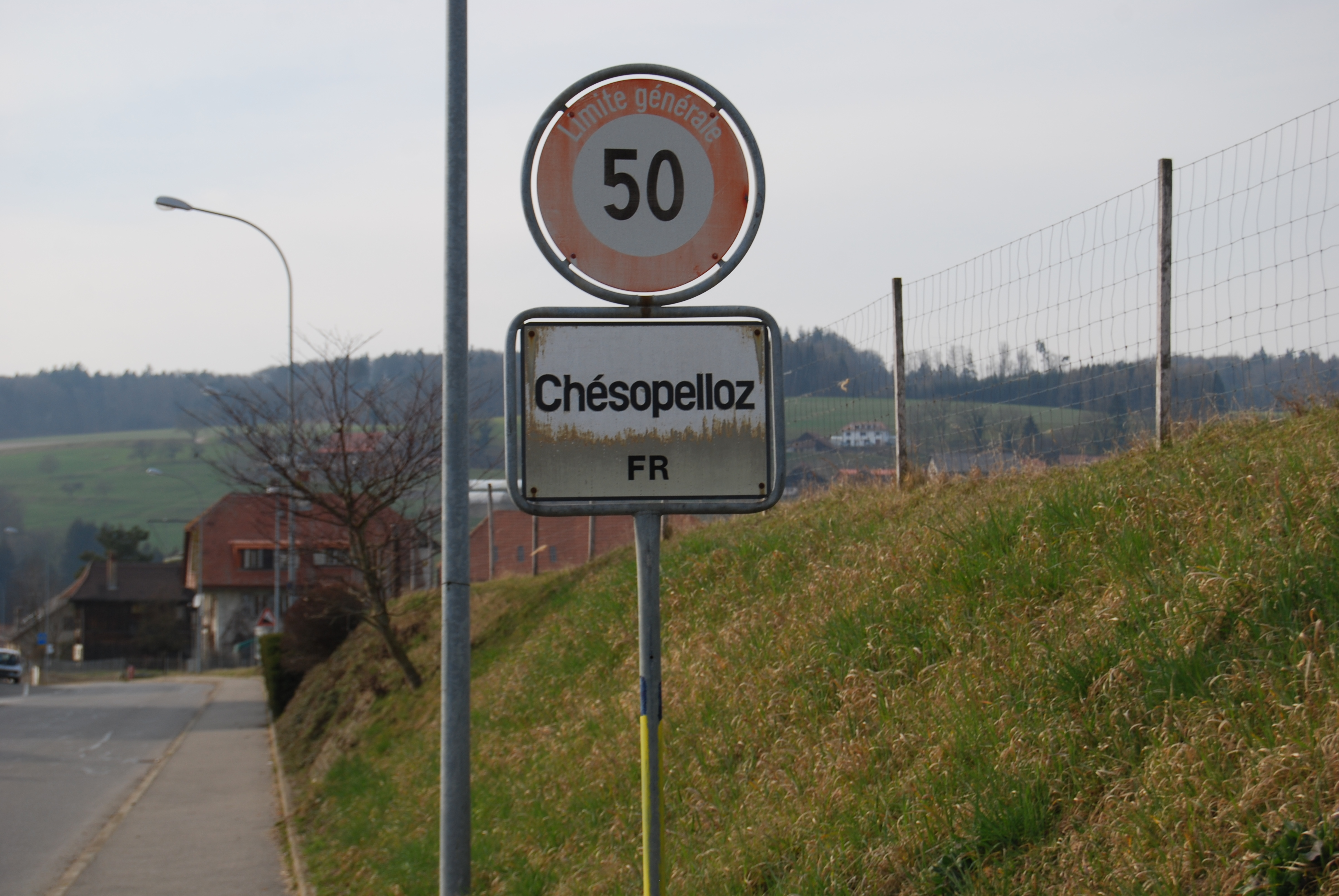
Ortseingang